# Universidad Panamericana
Die Universidad Panamericana (deutsch Universität Panamericana), kurz UP, ist eine kirchliche Hochschule in Mexiko mit Standorten in Mexiko-Stadt, Guadalajara und Aguascalientes.
Der Schwerpunkt der Universität liegt im Bereich der Wirtschaftswissenschaften.
Die Graduiertenschule (Business School) der UP ist die IPADE (PanAmerican Institute for High Business Direction).

## Fakultäten
Die Universität verfügt je nach Standort über Fakultäten im Bereich
- Wirtschaftswissenschaften
- Kommunikationswissenschaften
- Ingenieurwissenschaften (inkl. Informatik und Design)
- Rechtswissenschaften
- Sozialwissenschaften (inkl. Psychologie)
- Geisteswissenschaften
- Gesundheitswissenschaften

## Reputation
Innerhalb Mexikos genießt die Universidad Panamericana einen sehr guten Ruf. Sie wird von mexikanischen Eliten besucht, so hat zum Beispiel der frühere Präsident Mexikos, Enrique Peña Nieto, an der UP studiert.
International gilt die Graduiertenschule (Business School) der Universidad Panamericana, IPADE, als 2. beste Business School Mexikos und als eine der besten Lateinamerikas.

## Partnerschaften
Die UP besitzt Partnerschaften mit Universitäten in Europa, Nordamerika und Asien.
In Deutschland insbesondere mit der WHU, der Technischen Universität Dresden sowie der Hochschule für Wirtschaft und Umwelt Nürtingen-Geislingen.